# 海南师范大学
海南师范大学，简称海师大（英語：Hainan Normal University）为中国海南省海口市的一所公立大学，为海南省重点大学。由中华人民共和国教育部、海南省人民政府共建，具有推荐优秀应届本科毕业生免试攻读研究生权的普通高等学校。

## 校史
前身为建于清朝康熙四十四年（1705年）的瓊台書院。
1949年秋，正式创建“国立海南师范学院”。
1952年7月，全国高等院校进行院系调整，海南师范学院的二、三、四年级学生和部分教师归入其他院校，部分教师和一年级学生留在原址成立海南师范专科学校。
1953年，院系又进行调整，海南师范专科学校并入华南师范学院（今华南师范大学）；同年9月，海南师范专科学院撤销，海南师范专科学校附中接收其校址和部分图书、仪器，改建为海南中学。
1958年，在海南中学校园内重建海南师范专科学校。同时在原有的校舍、部分图书设备基础上从海南中学、琼台师范学校抽调部分优秀教师充实海南师范专科学校的师资力量，经过筹备，1958年秋季正式招生，复办后，由广东省人民政府主管。学校开设中文、政史、数学、物理、生化、俄语、体育7个专业，学制2年，该年招生280人。
1962年，全国高校院系再次调整，将海南教师进修学校、海南黎族苗族自治区师范专科学校、海南工业专科学校先后并入海南师范专科学校，是当时广东省保留下来的唯一的一所师范专科学校。
1966年，文化大革命爆发，学校停办。
1983年，学校重新招收本科，并与海南医学院等单位合并组建海南大学。
1986年，经原国家教委批准恢复海南师范学院建制。
1999年，与海南教育学院合并，成立新的海南师范学院。
2003年，经国务院学位委员会批准为硕士学位授予权单位。
2007年，经国家教育部批准更名为海南师范大学，并在教育部本科教学工作水平评估中荣获“优秀”。
2009年，海南省政府将学校列为省重点大学进行建设。
2013年，经国务院学位委员会批准为博士学位授予权单位。
2015年，被列为教育部、海南省人民政府共建高校。

## 教学单位
- 马克思主义学院
- 教育学院
- 教师教育学院（海南省中学教师继续教育培训中心）
- 初等教育学院
- 心理学院
- 文学院
- 历史文化学院
- 新闻传播与影视学院
- 法学院（海南省廉洁文化研究基地）
- 经济与管理学院
- 外国语学院（国际语言服务学院）
- 音乐学院
- 美术学院
- 数学与统计学院
- 物理与电子工程学院
- 信息科学技术学院
- 化学与化工学院
- 生命科学学院（海南生物多样性博物馆）
- 体育学院
- 足球学院
- 地理与环境科学学院
- 旅游学院
- 国际教育学院（海南来琼国际学生预科教育学院）[2]